# بتی اوکینو
بتی اوکینو (به انگلیسی: Betty Okino) ژیمناست زادهٔ ۴ ژوئن ۱۹۷۵ میلادی اهل کشور ایالات متحده آمریکا است.